# Tucetona laticostata
Tucetona laticostata är en musselart som först beskrevs av Jean René Constant Quoy och Joseph Paul Gaimard 1835.  Tucetona laticostata ingår i släktet Tucetona och familjen Glycymerididae. Inga underarter finns listade i Catalogue of Life.

## Bildgalleri

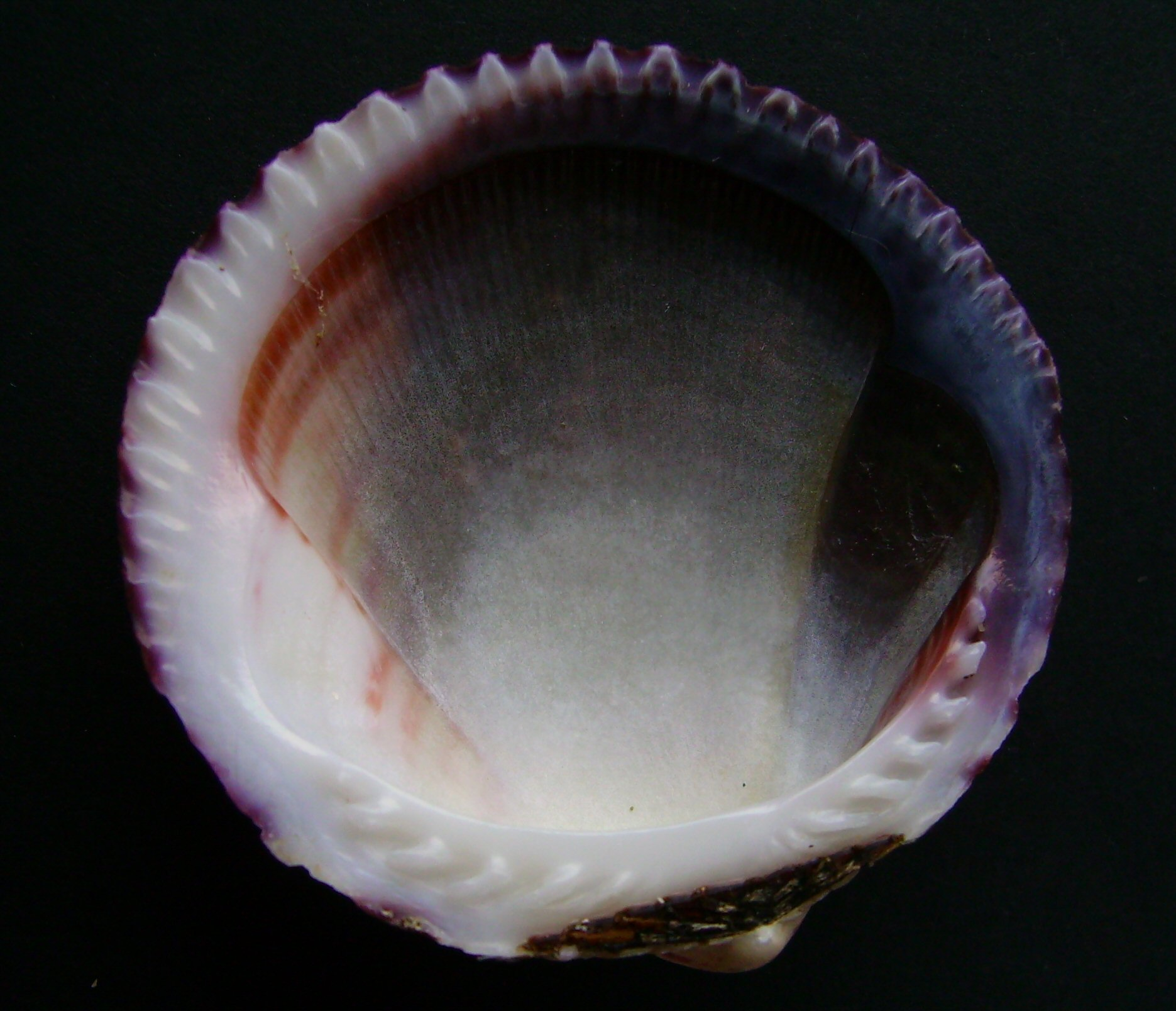